# Sesta crociata

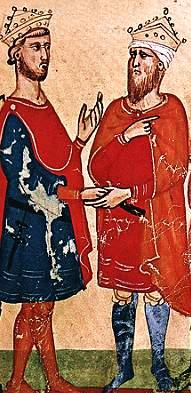
Federico II e l'ayyubide al-Malik al-Kāmil.

La sesta crociata ebbe luogo tra il 1228 e il 1229 ed ebbe come assoluto protagonista Federico II di Svevia e di Sicilia. Fu l'unica crociata pacifica, risolta per vie diplomatiche, evitando lo scontro militare. A dispetto di ciò, fu anche quella che ottenne le maggiori conquiste territoriali per lo schieramento crociato.

## Storia
Dopo il fallimento della quinta crociata, l'imperatore Federico II fu esortato da Onorio III a guidare una crociata in Terrasanta (come promesso al pontefice dopo la sua incoronazione nel 1220), ma per motivi politici ne aveva più volte ritardato l'inizio. Nel 1223 Federico rinnova il voto fatto, ma rimanda la partenza per problemi sorti nei suoi territori siciliani. Il papa è sempre convinto che per poter vincere gli islamici e riconquistare Gerusalemme è fondamentale che a capo della spedizione vi sia l'imperatore. Per convincere ed esortare Federico all'impresa, il papa nel novembre del 1225 riesce a combinare il matrimonio dell'imperatore con Isabella, figlia di Giovanni di Brienne, re di Gerusalemme. Ma quando l'8 settembre 1227, partito con la flotta da Brindisi, Federico fu costretto fermarsi ad Otranto a causa di una epidemia scoppiata tra le truppe (il langravio di Turingia Ludovico IV e il legato pontificio Oliviero di Paderborn morirono ad Otranto l'11 settembre) ed a rimandare la crociata ancora una volta, venne scomunicato (27 settembre) da papa Gregorio IX. Ciò nonostante, l'anno successivo Federico si recò a Gerusalemme, mentre il papa lo definiva “Anticristo”.

### Preparativi diplomatici
La crociata fu preceduta da un'accorta fase preparatoria, su un terreno squisitamente diplomatico: nell'estate 1227, Federico II aveva inviato Berardo di Castagna, arcivescovo di Palermo a lui fedelissimo, in missione diplomatica in Egitto, insieme a Tommaso I d'Aquino, conte di Acerra: recando con sé ricchissimi doni, tra cui pietre preziose e un cavallo sellato d'oro, Berardo aveva il delicato compito di saggiare le interessanti prospettive di intesa appena apertesi con il sultano ayyubide, il curdo al-Malik al-Kāmil.
Federico era cresciuto nella Palermo normanna di Ruggero II, in un ambiente “multiculturale” impregnato di influssi arabi. Parlava correntemente l'arabo, e a stento il tedesco. Giunse in Terrasanta accompagnato dalle sue guardie del corpo musulmane, in uno sfarzo di tipo orientale, distinguendosi così da tutti i crociati che lo avevano preceduto.

### Svolgimento
L'imperatore si era messo in viaggio con un esercito relativamente ridotto, partendo da Brindisi il 28 giugno 1228, e giunse ad Acri il 7 settembre 1228. L'11 febbraio 1229 concluse la pace di Giaffa con al-Malik al-Kāmil, nipote di Saladino e Sultano ayyubide, che con Federico aveva dei buoni rapporti di amicizia diplomatica (vista anche la vicinanza tra Sicilia e costa africana): i cristiani avrebbero riavuto Betlemme, Nazaret, Lidda, Sidone e Toron (oggi Tibnin), oltre a Gerusalemme, ad eccezione della spianata del Tempio e della moschea al-Aqsà. Ai musulmani era però permesso di accedervi (pace di Giaffa) in quanto considerato luogo santo anche da essi. Gerusalemme inoltre veniva ceduta smantellata e indifendibile.
Entrato a Gerusalemme il 17 marzo 1229, il giorno dopo Federico II ricevette la corona di re di Gerusalemme grazie al precedente matrimonio con Isabella II di Brienne (che ormai era già defunta), nonostante l'opposizione del clero locale e di quasi tutti i grandi feudatari; lo stesso patriarca non riconobbe l'incoronazione e lanciò l'interdetto su Gerusalemme. Sul piano formale non si trattava di un'autentica incoronazione, in quanto Federico era colpito da una scomunica, che non gli permetteva di partecipare a cerimonie religiose né di ricevere benedizioni.
Il trattato di pace fu una dimostrazione dell'apertura e della tolleranza di Federico II verso gli Arabi e l'Islam. Il sultano al-Malik al-Kāmil aveva anche motivi politici per intavolare trattative con i cristiani, perché stava preparando una campagna contro suo fratello al-Mu'azzam di Damasco e non voleva essere disturbato da eventuali iniziative dei crociati.
Il trattato è di rilevanza mondiale, e unico ancor oggi per il compromesso tra gli interessi dell'Oriente e quelli dell'Occidente. Tra le sue conseguenze vi fu un aumento enorme degli scambi culturali e commerciali tra Levante e Europa. Esso, però, poté reggere solamente fintanto al-Malik al-Kāmil rimase in vita e Federico II riuscì ad esercitare la propria influenza sul regno di Gerusalemme. I loro discendenti non fecero nulla affinché il contrasto tra mondo cristiano e mondo islamico non si acuisse nuovamente.
Federico rimase per alcuni mesi in Terra Santa, cercando senza successo di mettere ordine nella devastata situazione del regno. Probabilmente all'inizio c'era la volontà di governare il suo impero dalla nuova sede di Gerusalemme, ma dopo alcuni mesi, visto che il suo clamoroso successo gli aveva attirato solo critiche, visto che era sempre scomunicato e che le rivolte continuavano in tutto l'impero, decise di lasciare la Terrasanta imbarcandosi ad Acri il 1º maggio 1229 e giungendo a Brindisi il 10 giugno 1229. 
Il rapporto con il papato, però, non migliorò: il papa rimase deluso dalla vittoria effimera, con l'accordo che lasciava Gerusalemme - smilitarizzata, senza mura e indifendibile - in balìa dei musulmani; né accolse di buon grado l'adozione di una soluzione diplomatica, che non era stata nei suoi piani; né fu gradito che Federico fosse stato incoronato da scomunicato. La ragione forse più importante, tuttavia, fu il risentimento maturato dal papa per il nuovo successo di quell'imperatore ormai troppo scomodo, che aveva volto a proprio vantaggio una circostanza che, nelle intenzioni papali, avrebbe dovuto metterlo in difficoltà e magari farlo sparire dalla scena politica come già era accaduto al nonno di Federico, il Barbarossa. Il risultato fu la paradossale crociata contro Federico II. Solo nel 1230, con il Trattato di San Germano, fu revocata la scomunica a Federico II.
Questa crociata viene talvolta contata come quinta: in questi computi non si considera infatti la fallita crociata del 1217-1221.